# Euspilotus malkini
Euspilotus malkini är en skalbaggsart som först beskrevs av Wenzel 1960.  Euspilotus malkini ingår i släktet Euspilotus och familjen stumpbaggar. Inga underarter finns listade i Catalogue of Life.